# Parish of the Falkland Islands

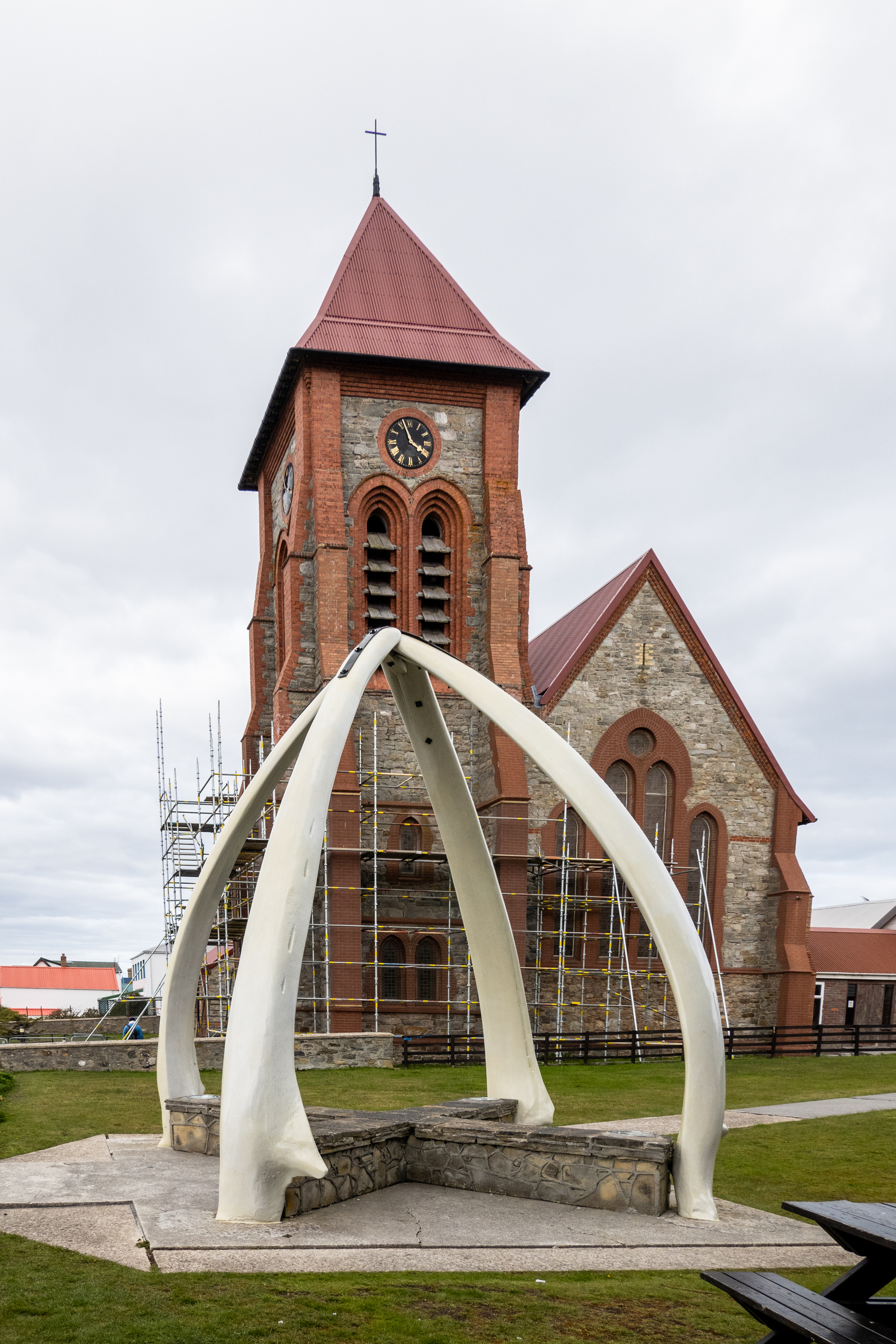
Die Christ Church Cathedral in Stanley, Falkland-Inseln

Die Parish of the Falkland Islands ist eine Mitgliedskirche der Anglikanischen Gemeinschaft mit Sitz auf den Falkland-Inseln, die direkt dem Erzbischof von Canterbury unterstellt ist. Hauptkirche ist die Christ Church Cathedral in Stanley.

## Geschichte
Im Jahr 1869 wurde die Diözese der Falkland-Inseln mit Zuständigkeit für das übrige Südamerika mit Ausnahme von Britisch-Guayana errichtet. Der Name war auf eine juristische Formalität zurückzuführen: Zu dieser Zeit gab es keine Möglichkeit, einen englischen Bischof für Gebiete außerhalb der Jurisdiktion der britischen Krone zu weihen. Der Bischof residierte von Anfang an in Buenos Aires und hatte dort seinen Verwaltungssitz. Von 1902 bis 1973 wurde der Zuständigkeitsbereich der Diözese schrittweise verkleinert, als weitere Diözesen in Südamerika errichtet wurden, und nach der Gründung des Consejo Anglicano Sudamericano im Jahr 1973 als Schritt zur Bildung einer neuen Provinz der Anglikanischen Gemeinschaft wurde die Pfarrei zur Extraprovinz unter der direkten Zuständigkeit des Erzbischofs von Canterbury.
Bis 1978, kurz vor dem Krieg zwischen Großbritannien und Argentinien im Jahr 1982, wurden die bischöflichen Funktionen auf Wunsch des Erzbischofs vom anglikanischen Bischof von Argentinien wahrgenommen. In diesem Jahr übernahm Donald Coggan, Erzbischof von Canterbury, die persönliche Verantwortung für die Falklandinseln. Seit 1979 gibt es vor Ort das leitende Amt des Rektors der Kirche. Das Amt wurde nacheinander von Harry Bagnall (1979–1986), John Murphy  (1987–1991), Stephen Palmer (1991–1996), Alistair McHaffie (1998–2003), Paul Sweeting (2003–2006), Richard Hines (2007–2014) und Canon David Roper (2014–2015) ausgeübt. Aktuell ist Nicholas Mercer Rektor der Kirche.
Im Jahr 2013 übergab die Norwegische Kirche die Norwegische Lutherische Kirche in Grytviken auf Südgeorgien an die anglikanische Kirche auf den Falklands.

## Bischöfe
Bischof der Falklandinseln
| Amtszeit   | Name                                     |
| ---------- | ---------------------------------------- |
| 1869–1900  | Waite Stirling                           |
| 1902       | Edward Every                             |
| 1910       | Lawrence Blair                           |
| 1919       | Norman de Jersey                         |
| 1936       | John Weller                              |
| 1945       | Daniel Evans                             |
| 1964       | Cyril Tucker                             |
| 1975       | Richard Cutts                            |
| 1978–heute | Erzbischof von Canterbury                |
| 1978–1982  | Kommissar des Erzbischofs: Richard Cutts |

Bischof für die Falklandinseln
| Amtszeit                     | Name                                      | Andere Ämter                                                         |
| ---------------------------- | ----------------------------------------- | -------------------------------------------------------------------- |
| 16. Januar 2007 bis 2014     | Stephen Venner, Kommissar des Erzbischofs | Bischof von Dover (1999–2009); Bischof der Streitkräfte (2009–2014)  |
| 9. Juli 2014 bis August 2017 | Nigel Stock, Kommissar des Erzbischofs    | Bischof in Lambeth (2013–2017); Bischof der Streitkräfte (2014–2017) |
| 6. September 2017 bis 2021   | Tim Thornton, Kommissar des Erzbischofs   | Bischof in Lambeth und Bischof der Streitkräfte (2017–2021)          |
| 20. September 2021 bis heute | Jonathan Clark, Kommissar des Erzbischofs | Bischof von Croydon (2011–2022)                                      |